# Список умерших в 1058 году
В этой статье представлен список известных людей, умерших в 1058 году.
См. также: Категория:Умершие в 1058 году

## Март
- 1 марта — Эрмессенда Каркассонская — графиня-консорт Барселоны, жена графа Рамона Бореля I, регент графства (1017—1021, 1031—1035)
- 17 марта — Лулах Дурак — мормэр Морея и король Шотландии (1057—1058). Убит.
- 29 марта — Стефан IX (X) — папа римский (1057—1058)

## Май
- 27 мая — Абу-ль-Хасан аль-Маварди — мусульманский мыслитель, правовед, последователь шафиитского мазхаба.

## Август
- 2 августа — Юдит фон Швейнфурт — княгиня-консорт Чехии (1034—1055), жена Бржетиславаа I

## Ноябрь
- 28 ноября — Казимир I Восстановитель — князь Польши с 1039 года

## Дата неизвестна или требует уточнения
- Абдуллах ибн Ясин — исламский религиозный деятель, основатель братства и династии Альморавидов.
- Ален Кеньяр — граф Корнуая с 1026 года.
- Альфвольд Шерборнский[англ.] — епископ Шерборна (1045—1058), святой римско-католической церкви[1].
- Гагик — царь Кахетии с 1039 года.
- Ибн Гебироль, Шломо — еврейский поэт и философ сефардско-испанской эпохи.
- Гильом II де Монпелье — второй сеньор Монпелье.
- Гильом VII Храбрый — герцог Аквитании и граф де Пуатье (как Гильом V) с 1039 года
- Григорий II[англ.] — граф Тускулумский с 1044 года.
- Маарри — арабский поэт. По другим данным умер в 1057 году.
- Патерн Абдингофский — святой римско-католической церкви[2].
- Петрос I Гетадарец[англ.] — католикос армянской апостольской церкви с 1019 года.
- Сантюль IV Старый — виконт Беарна с 1022 года, виконт Олорона с 1045 года.
- Степан I — король Хорватии с 1030 года